# Якуб Арбес
Якуб Арбес (на чешки: Jakub Arbes) e чешки писател и журналист. Създава жанра романето – новела с елементи от фантастичната литература и научната фантастика.
Някои от произведенията на Якоб Арбес са филмирани през ХХ век.

## Живот и творчество
Якуб Арбес е роден на 12 юни 1840 г. в пражкия район Смихов. Завършва реално училище, след това записва технически дисциплини в Пражкия политехнически университет. Работи като журналист, а от 1868 до 1873 г. е главен редактор на вестник „Народни листи“. През 1873 г. е осъден на 15-месечен затвор за критиките си към управлението на Австро-Унгарската империя. Присъдата си излежава през 1873 – 1874 г. в затвора на град Ческа Липа. В периода 1876 – 1879 г. Арбес е драматург на театъра Prozatímní divadlo. По-късно е редактор на списанията „Глас“ и „Политика“.
Арбес принадлежи към кръга на сатиричните журналисти в тогавашна Бохемия. През 1880 и 1881 г. издава, съвместно с Миколаш Алеш, сатиричното списание „Гном“, след това основава няколко подобни списания и вестници с подобна насоченост: „Свободна дума“, „Гласът на предградията“, „Вестник на единните занаяти“, „Словашки календар“. Често не си позволява да пише публично и намира убежище в авангардния пражки кръг от млади автори, наричан Махабхарата.
Арбес е първият чешки писател с техническо образование, въпреки че не завършва университета. Това повлиява на литературните му творби.
За приносите му към чешката литература, на Арбес е присъдено членство в Чешката академия на науките и изкуствата – избран е за член-кореспондент на 29 октомври 1890 г., а за хабилитиран член – на 30 ноември 1901 г.
Якоб Арбес умира на 8 април 1914 г. в Смихов (от 1922 г. част от Прага). Погребан е в гробището Малвазинки.